# Мишнёва, Оксана Михайловна
Оксана Михайловна Мишнёва (5 августа 1980) — российская футболистка, защитница. Мастер спорта России международного класса.

## Биография
В большом футболе в 2003 году выступала в высшем дивизионе России за клуб «Анненки» (Калуга), провела в сезоне все 14 матчей, однако её команда финишировала последней. В 2011 году была в заявке клуба «Калужаночка», игравшего в первом дивизионе.
Также участвовала в соревнованиях по футзалу, в 2004 году стала бронзовым призёром чемпионата России. В мини-футболе играла в высшей и первой за лигах России за клубы «Славия-ТГК-4» (Тула), «Анненки», «Калужаночка».